# مقاطعة جاسك
 مقاطعة جاسك  (بالفارسية: شهرستان بندر جاسک) هي إحدى مقاطعات في
محافظة هرمزغان في جنوب إيران. مركز مقاطعة جاسك هو مدينة بندر جاسك.

## التقسيمات الإدارية لمقاطعة جاسك
على أساس التقسيمات الإدارية الحديثة تنقسم مقاطعة جاسك إلى 3 بلدات كبيرة كالتالي :
- البلدة المركزية.[2]

وتشمل 3 قرى كبيرة كالتالي:
- -  دهستان جاسك
  -  دهستان کنگان 
  -  دهستان گابریک

المدن: جاسك
- بلدة بشاكرد .

وتشمل 4 قرى كبيرة كالتالي:
- -  دهستان چکدان 
  -  دهستان بهدشت 
  -  دهستان گافروبارمون
  -  دهستان گافروبارمون
- بلدة لیردف .

وتشمل قريتين كبيرتين كالتالي:
- -  دهستان پی وشک 
  -  دهستان سورک

## وصلات خارجية
- التقسيمات الادارية لمحافظة هرمزغان